# Mount Haig-Brown
Mount Haig-Brown är ett berg i Kanada.   Det ligger i provinsen British Columbia, i den sydvästra delen av landet, 3 700 km väster om huvudstaden Ottawa. Toppen på Mount Haig-Brown är 1 948 meter över havet, eller 220 meter över den omgivande terrängen. Bredden vid basen är 1,8 km.
Terrängen runt Mount Haig-Brown är huvudsakligen bergig.Trakten runt Mount Haig-Brown är nära nog obefolkad, med mindre än två invånare per kvadratkilometer.. Det finns inga samhällen i närheten. 
I omgivningarna runt Mount Haig-Brown växer i huvudsak barrskog.